# فابیو فونینی
فابیو فونینی (به ایتالیایی: Fabio Fognini) (زاده ۲۴ مهٔ ۱۹۸۷ - سانرمو) تنیس‌باز اهل کشور ایتالیا است.
فونینی در مسابقات بین‌المللی مهمی شرکت کرده است که می‌توان به صعود وی به مرحله نیمه‌نهایی مسابقات تنیس آزاد استرالیا و مسابقات تنیس آزاد آمریکا در بخش دو نفره اشاره کرد، بهترین رتبه وی در رتبه‌بندی جهانی تنیس ۲۴ (۲۰ مه ۲۰۱۳) بوده است.